# Delia pseudofugax
Delia pseudofugax este o specie de muște din genul Delia, familia Anthomyiidae. A fost descrisă pentru prima dată de Gabriel Strobl în anul 1893. Conform Catalogue of Life specia Delia pseudofugax nu are subspecii cunoscute.